# 甲浦インターチェンジ
甲浦インターチェンジ（かんのうらインターチェンジ）は高知県安芸郡東洋町河内で事業中の阿南安芸自動車道（海部野根道路）のインターチェンジである。

## 歴史
- 未定：海部IC - 野根IC間開通に伴い、供用開始予定。

## 接続する道路
- E55 阿南安芸自動車道（海部野根道路）

### 直接道路
- 高知県道391号甲浦インター線[3]

### 間接
- 国道55号（現道、県道経由）

## 料金所
無料道路として整備される為、料金所は設置されない予定。

## 隣
E55 阿南安芸自動車道（海部野根道路）
- 宍喰IC - 甲浦IC - 野根IC

座標: 北緯33度32分58秒 東経134度17分10秒 / 北緯33.549317度 東経134.285996度